# 西澤茂 (会計学者)
西澤 茂（にしざわ しげる、1964年 - ）は、日本の会計学者。上智大学経済学部教授。父親は西澤脩（早稲田大学名誉教授）。

## 略歴
開成高等学校、1987年慶應義塾大学商学部卒業。1989年同大学院商学研究科経営学・会計学専攻修士課程修了。1992年同博士課程単位取得満期退学。
1993年東京理科大学経営学部助手、1995年講師。1998年上智大学経済学部講師、助教授、2006年教授。

## 著書

### 単著
- 『「財務力」を鍛える』（中央経済社, 2012年）

### 共著
- 『新経理実務大事典』（産業調査会事典出版センター, 1994年）
- 『1級会計学 ワークブック』（税務経理協会, 1998年）
- 『会計学の基礎』（税務経理協会, 1998年）
- 『商業簿記1級』（税務経理協会, 1998年）
- 『取得原価主義会計論』（中央経済社, 1998年）
- 『コンメンタール国際会計基準 第三巻』（税務経理協会, 2000年）
- 『管理会計学大辞典』（中央経済社, 2000年）
- 『財務報告のためのキャッシュフロー割引計算』（中央経済社, 2000年）
- 『日本の経営革命 21世紀のビジネスモデル』（泉文堂, 2001年）
- 『ブランドの経営と会計 インタンジブルズ』（東洋経済新報社, 2002年）
- 『連結財務諸表ハンドブックⅠ』（税務経理協会, 2004年）
- 『日商簿記検定1級会計学』（税務経理協会, 2007年）
- 『日商簿記検定1級商業簿記』（税務経理協会, 2007年）
- 『環境債務の実務』（中央経済社, 2008年）
- 『IFRS 37基準のポイント解説』（中央経済社, 2010年）